# جامعة بلنسية
جامعة بلنسية أو جامعة فالنسيا (باللغة البلنسية: Universitat de València، وبالإسبانية: Universidad de Valencia) هي جامعة مقرها مدينة بلنسية (فالنسيا)، ثالثة المدن الإسبانية حجمًا، وهي من أقدم جامعات إسبانيا، وأقدم جامعة في منطقة بلنسية. أُنشِئت سنة 1499، وتعد من المؤسسات الأكاديمية المرموقة في إسبانيا. يدرس بها حاليًا قرابة 55 ألف طالب. لغة الدراسة في معظم البرامج الدراسية بالجامعة هي الإسبانية، غير أن الجامعة تستهدف زيادة مساحة اللغة البلنسية في البرامج الدراسية التي تدرس فيها. تستخدم الإنجليزية لغةً دراسية في أجزاء من بعض المقررات الدراسية.

## وصلات خارجية
- الموقع الرسمي للجامعة (بالبلنسية والإسبانية والإنجليزية)